# Santrampur
Santrampur è una suddivisione dell'India, classificata come municipality, di 15.781 abitanti, situata nel distretto di Panchmahal, nello stato federato del Gujarat. In base al numero di abitanti la città rientra nella classe IV (da 10.000 a 19.999 persone).

## Geografia fisica
La città è situata a 23° 11' 22 N e 73° 53' 34 E.

## Società

### Evoluzione demografica
Al censimento del 2001 la popolazione di Santrampur assommava a 15.781 persone, delle quali 8.236 maschi e 7.545 femmine. I bambini di età inferiore o uguale ai sei anni assommavano a 2.120, dei quali 1.154 maschi e 966 femmine. Infine, coloro che erano in grado di saper almeno leggere e scrivere erano 11.643, dei quali 6.642 maschi e 5.001 femmine.